# 月光森林
《月光森林》，由台灣導演樓一安的執導，於2013年9月21日在客家電視台「客家電視電影院」「南風。六堆」系列首播，由徐華謙、高慧君、潘親御、林志儒、邱偲琹、楊宗樺和雷修主演，這是導演田野調查後，量身打造的地方故事。本片原名為《假象》，獲得台灣101年度第二梯國產電影長片輔導金新人組新台幣750萬元。本片亦剪接為電影版，片名為《廢物》，並入選2013年高雄電影節「台灣越界」單元。

## 劇情簡介
|  | 人與人，人與土地 他們的生命如同小鎮 正面臨俗世價值的挑戰 月光照耀下的 是山色護守的青青田園 還是黑影壟罩的水泥森林？ |

## 播出時間

### 首播
| 頻道       | 所在地 | 播映日期      | 播出時間             |
| ---------- | ------ | ------------- | -------------------- |
| 客家電視台 | 臺灣   | 2013年9月21日 | 每週六 22:30 - 24:00 |

## 演員

### 主要演員
- 徐華謙 飾 秀仔
- 高慧君 飾 美霞
- 潘親御 飾 阿泮仔
- 邱偲琹 飾 玉梅
- 林志儒 飾 添進
- 雷　修 飾 秀仔父
- 楊宗樺 飾 阿傑

### 其他演員
- 蔡佾玲 飾 劇場演員
- 黃梅慧 飾 鄉土教師
- 樓皓元 飾 毛怪
- 丁銘賢 飾 阿德
- 陳秋貞 飾 玉梅母
- 陳希聖 飾 添進牌友
- 林靖傑 飾 添進牌友
- 樓一安 飾 添進牌友
- 林廣泰 飾 阿傑父親
- 溫吉興 飾 秀仔哥哥
- 舞思愛 飾 美霞妹

### 特別客串
- 莫子儀 飾 阿祥
- 徐麗雯 飾 阿芳
- 賈孝國 飾 劇場導演

### 客語指導
- 傅通貴
- 謝國玄

## 外部連結
- 客家電視電影院【南風．六堆】：月光森林（右堆 美濃） （页面存档备份，存于）

| 客家電視台 週六22:30~24:00 | 客家電視台 週六22:30~24:00 | 客家電視台 週六22:30~24:00 |
| -------------------------- | -------------------------- | -------------------------- |
|                            | 月光森林 （2013.09.21）    |                            |
| 樂土 （2013.09.14）        | 我的樹媽媽 （2013.09.28）  |                            |